# 117596 Richardkuhns
117596 Richardkuhns è un asteroide della fascia principale. Scoperto nel 2005, presenta un'orbita caratterizzata da un semiasse maggiore pari a 2,7834192 UA e da un'eccentricità di 0,0231478, inclinata di 4,64186° rispetto all'eclittica.